# Jan Kopka
Jan Kopka (* 2. září 1963) je český cyklista specializující se na závody extrémní z hlediska délky a prostředí. Jeho největšími úspěchy jsou vítězství v Iditarod Trail Invitational v ročníku 2007, což je necelých dva tisíce kilometrů dlouhý závod Aljašskou divočinou, a třetí místo v Great Divide Race v ročníku 2004, což je závod Skalistými horami ze severu na jih Spojených států amerických. O účasti na různých závodech napsal několik knížek.